# Élj a mának! (Lola-album)
Az Élj a mának! Lola magyar énekesnő második stúdióalbuma.

## Az album dalai
1. Élj a mának!
2. Mozdulj már!
3. Örökké nem eshet (duett Tóth Gabival)
4. Igazi Nő
5. Ilyen az élet
6. Gondolj rám
7. Párizs, London, Woodstock vár!
8. Vágyom Rád
9. Szoríts magadhoz
10. Forró nyár volt
11. Ez az amit
12. Baby I don’t care
13. Say you love me [Élj a mának! angol változata]